# 庫倫利齒脂鯉
庫倫利齒脂鯉，為輻鰭魚綱脂鯉目脂鯉亞目狼牙脂鯉科的其中一個種，分布於南美洲亞馬遜河、奧里諾科河上游、托坎廷斯河、鑫谷河、塔帕若斯河、黑河等流域，體長可達29.9公分，棲息在河川中底層水域，通常成對出現，屬肉食性，以昆蟲、魚類、蠕蟲等為食，生活習性不明。